# Christiaan Kuyvenhoven

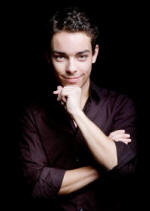
Christiaan Kuyvenhoven (2007; Foto: Allard Willemse)

Christiaan Kuyvenhoven (* 1. August 1985) ist ein niederländischer Pianist, Moderator von Radio- und Fernsehshows sowie Schauspieler des Musiktheaters.

## Ausbildung
Als Kind begann Kuyvenhoven mit Geigenunterricht und sang in einem Chor. Mit sieben Jahren spielte er eine Rolle in Puccinis Madama Butterfly, einer Inszenierung der Nederlandse Reisoper, die ihn sehr beeindruckte. 1996 entschied er sich jedoch für das Klavier und studierte bei Mikhail Markov am Twentsch Conservatorium in Enschede und an der Van Zweden School of Music (gemeinsame Organisation der Musikschulen und dem Konservatorium in Enschede). Anschließend belegte er Meisterkurse bei Menahem Pressler, Jerome Rose, Ton Hartsuiker, Mitsuko Uchida und Leslie Howard.

## Auszeichnungen und Ehrungen
1998 gewann Kuyvenhoven den ersten Preis bei der Princess Christina Competition in Den Haag. Zwei Jahre später wurde er im Finale des Nationalen Wettbewerbs 2000 der Stiftung Jong Muziektalent Nederland zum „Young Musical Talent“ des Jahres 2000 ernannt. 2004 wurde er Gewinner des XII. Concurso Internacional de Piano Maria Campina in Faro, Portugal. 2005 gewann er als erster niederländischer Gewinner seit 16 Jahren den dritten Preis beim XII. Internationalen Franz-Liszt-Klavierwettbewerb in Utrecht mit der Möglichkeit, anschließend in einer Reihe von Konzerten in den Niederlanden und im Ausland zu spielen. Später wurde er selbst Jurymitglied des Wettbewerbs in Shanghai, Moskau, Utrecht und New York sowie der TV-Jury des Concours Reine Elisabeth in Brüssel. 2014 erhielt er für seine Aufführung Cosima den von Richard Wagner ins Leben gerufenen Preis der Richard-Wagner-Stipendienstiftung.

## Wirken
Kuyvenhoven hat in allen großen Konzertsälen der Niederlande sowie in Algerien, Deutschland, Frankreich, Trinidad und Tobago, Curaçao, Tunesien und den USA gespielt. 2000 gab er sein Debüt mit dem Residentie Orkest (The Hague Philharmonic) unter der Leitung von Jaap van Zweden. 2006 ging er mit dem Netherlands Student Orchestra unter der Leitung von Otto Tausk auf Tournee, die mit seinem Debüt in der großen Halle des Concertgebouw in Amsterdam endete. Im gleichen Jahr spielte er im Hôtel des Invalides in Paris und Algier mit dem Matangi Quartet und folgten eine Konzerttournee in China mit einem Konzert im Konzerthaus in der Verbotenen Stadt in Peking sowie anschließend Auftritte mit dem ostholländischen Orkest van het Oosten und dem Haager Residentie Orkest.
Kuyvenhoven trat auch am Lowlands Pop Festival und der Botenparade Utrecht auf.
2010 begann er Radioshows zu präsentieren. Ab 2013 hatte er eine eigene tägliche Show bei NPO Radio 4 und war ein regelmäßiger Gast bei 5 Uur Live auf RTL 4 sowie bei Shows von Paul de Leeuw. Er ist Produzent eigener Programme wie NTR Podium Première und der Serie Muziek Klassiek, in der Grundschulkindern klassische Musik vorgestellt wird.
Seine Theatertätigkeit begann mit der Musiktheater-Performance Cosima, einer Mischung aus Live-Musik, Erzählung und Film, die die Geschichte der Tochter von Franz Liszt und der Frau von Richard Wagner erzählt, dazu mit dem musikalischen Monolog  De koperen tuin nach dem Roman von Simon Vestdijk. Kuyvenhoven übernahm dabei als Musiker und Schauspieler die Rolle von Nol Rieske und spielte Klaviermusik von Bizet, Chopin und Beethoven sowie Stars and Stripes Forever von John Philip Sousa und Vladimir Horowitz. Während des Holland Festivals 2016 war er Teil der Besetzung von Tschaikowskis Pique Dame mit dem Royal Concertgebouw Orchestra unter Mariss Jansons. Er tourte mit dem Musiker, Autor und Kunstmaler Hans Dagelet und der Bratschistin Esther Apituley als Kabarett Dapitulet.

## Diskographie
- HKH Prinses Christina, Eddy Ouwens 2000
  - Entre le bœuf et l’âne gris, Eddy Ouwens 2000 (Auskoppelung aus HKH Prinses Christina)
- Liszt & the Great Italians, Certo 2013